# Альхайм
Альхайм (нем. Alheim) — община в Германии, в земле Гессен. Подчинён административному округу Кассель. Входит в состав района Херсфельд-Ротенбург. Население составляет 5077 человека (на 2010). Занимает площадь 63,83 км².
Община подразделяется на 10 сельских округов.

## Население
| Год  | Численность | Численность |
| ---- | ----------- | ----------- |
| 2017 | 4951        | [ 1 ]       |
| 2019 | 4913        | [ 4 ]       |
| 2021 | 4833        | [ 5 ]       |
| 2022 | 4959        | [ 6 ]       |
| 2023 | 4945        | [ 2 ]       |